# Awake (álbum de Dream Theater)
Awake é o terceiro álbum de estúdio da banda Dream Theater, lançado em 1994. Este é o primeiro álbum no qual John Petrucci utiliza uma guitarra de 7 cordas.

## História
Após o relativo sucesso comercial de Images and Words, a banda foi para o estúdio One on One Recording Studios (no meio de 1994 com um prazo de gravação definido e a maior pressão que já haviam recebido em termos de gravação.
Pouco antes da mixagem do álbum, o tecladista Kevin Moore decidiu deixar a banda para seguir seus próprios caminhos musicais. Fãs ficaram revoltados e a banda ficou chocada com a decisão. Os demais integrantes saíram à procura de um novo tecladista para o lugar de Kevin na turnê que viria e acabaram por descobrir Derek Sherinian, que se ofereceu para tocar com eles na turnê e mais tarde viraria membro oficial.
Outros eventos ocorreram durante a turnê: o vocalista James LaBrie sofreu uma intoxicação alimentar em Cuba e rompeu suas cordas vocais de tanto vomitar. Os médicos o alertaram para descansar sua voz por alguns meses de modo que ele pudesse restabelecer suas habilidades vocais, mas James contrariou as ordens médicas e voltou para a turnê. Muitas críticas surgiram sobre a qualidade de sua voz e fãs e críticos notaram a dramática mudança de timbre e alcance.
| Críticas profissionais                                                      | Críticas profissionais |
| Avaliações da crítica                                                       | Avaliações da crítica  |
| Fonte                                                                       | Avaliação              |
| --------------------------------------------------------------------------- | ---------------------- |
| allmusic                                                                    | [ 3 ]                  |
| Sea of Tranquility                                                          | [ 4 ]                  |
| Esta tabela precisa de ser acompanhada por texto em prosa. Consulte o guia. |                        |

## Faixas
| N.º | Título                                      | Letras                      | Música        | Duração |  |
| 1.  | "6:00"                                      | Kevin Moore                 | Dream Theater | 5:31    |  |
| 2.  | "Caught in a Web"                           | James LaBrie, John Petrucci | Dream Theater | 5:28    |  |
| 3.  | "Innocence Faded"                           | Petrucci                    | Dream Theater | 5:43    |  |
| 4.  | "A Mind Beside Itself: I. Erotomania"       | Instrumental                | Dream Theater | 6:45    |  |
| 5.  | "A Mind Beside Itself: II. Voices"          | Petrucci                    | Dream Theater | 9:53    |  |
| 6.  | "A Mind Beside Itself: III. The Silent Man" | Petrucci                    | Petrucci      | 3:48    |  |
| 7.  | "The Mirror"                                | Mike Portnoy                | Dream Theater | 6:45    |  |
| 8.  | "Lie"                                       | Moore                       | Dream Theater | 6:34    |  |
| 9.  | "Lifting Shadows Off a Dream"               | John Myung                  | Dream Theater | 6:05    |  |
| 10. | "Scarred"                                   | Petrucci                    | Dream Theater | 11:00   |  |
| 11. | "Space-Dye Vest"                            | Moore                       | Moore         | 7:29    |  |

## Guitarras
Em Awake, John Petrucci utilizou pela primeira vez uma guitarra de 7 cordas em algumas músicas.
| Faixa                       | Guitarra |
| --------------------------- | -------- |
| 6:00                        | 6 cordas |
| Caught in a Web             | 7 cordas |
| Innocence Faded             | 6 cordas |
| Erotomania                  | 6 cordas |
| Voices                      | 6 cordas |
| The Silent Man              | 6 cordas |
| The Mirror                  | 7 cordas |
| Lie                         | 7 cordas |
| Lifting Shadows Off a Dream | 6 cordas |
| Scarred                     | 6 cordas |
| Space-Dye Vest              | 6 cordas |

## Space-Dye Vest

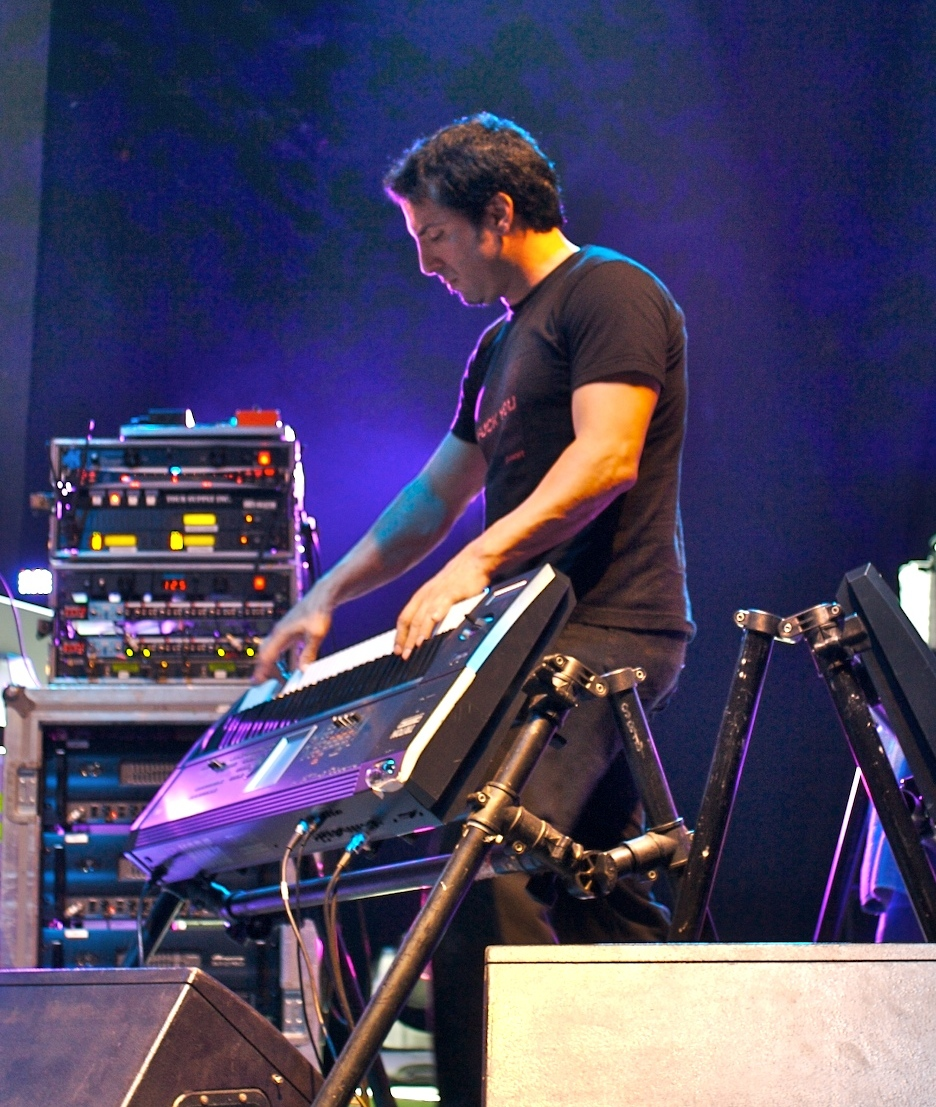
Derek Sherinian, contratado para tocar teclados no Waking Up the World Tour em outubro de 1994, mas não como membro pleno da banda até fevereiro de 1995.

A última faixa do álbum, "Space-Dye Vest", foi escrita inteiramente pelo tecladista Kevin Moore, e consiste basicamente de um dueto sombrio e lento com Kevin ao piano e o vocalista James LaBrie, até o momento em que o resto da banda aparece para um final dramático, decrescendo até o ponto onde a música termina com a mesma passagem ao piano do começo da música.
Notavelmente, esta música nunca foi executada ao vivo pela banda. Kevin Moore deixou o Dream Theater após a música ter sido incluída no álbum, e alguns membros da banda afirmaram não ter vontade de tocá-la sem Kevin, pois esta era "uma música do Kevin". O tecladista Jordan Rudess, entretanto, afirmou em uma entrevista que quer tocar a música quando o resto da banda se dispuser a tal.
A versão demo da faixa continha o próprio Kevin Moore executando o vocal.
Em uma entrevista a um repórter japonês, Kevin falou sobre a música:
Ela foi inspirada por... eu estava folheando um catálogo de moda e vi uma foto de uma modelo com uma peça de roupa chamada "space-dye vest". Então, eu me apaixonei pela modelo [risos] e durante aquele minuto eu fiquei obsessivo por ela, e pensei "por que estou fazendo isso?", e percebi que vinha fazendo isso frequentemente nos últimos tempos. E eu acho que a principal razão pela qual eu vinha fazendo isso é que, isso eu percebi na época, eu vinha de um relacionamento onde eu havia sido maltratado, basicamente, e a situação é que eu ainda não tinha dado tudo que tinha pra dar, então eu estava jogando tudo pra todos os lados, apontando em todas as direções. Foi um caso total de projeção. E esta música é justamente uma tentativa de admitir que eu estou meio perdido. Então é uma música meio sombria. Foi muito catársico. — Kevin Moore

## Integrantes
- John Petrucci – guitarra
- Kevin Moore – teclado
- Mike Portnoy – bateria
- James LaBrie – vocal
- John Myung – baixo